# Enlinia taeniocaudata
Enlinia taeniocaudata is een vliegensoort uit de familie van de slankpootvliegen (Dolichopodidae). De wetenschappelijke naam van de soort is voor het eerst geldig gepubliceerd in 1970 door Robinson and Arnaud.